# Monumento por los Derechos LGBTI de Chile
El Monumento por los Derechos LGBTI de Chile es un monumento conmemorativo chileno ubicado en el Cerro Santa Lucía de Santiago dedicado para recordar la lucha contra la homofobia y transfobia desarrollada en el país desde 1991, fecha de fundación de la primera organización masiva de homosexuales chilenos. Es el primer monumento de su tipo instalado en Chile que conmemora la lucha por los derechos LGBT.

## Historia
Las gestiones para instalar un monumento conmemorativo sobre los derechos LGBT en el centro de Santiago se iniciaron en mayo de 2016, cuando el Movimiento de Integración y Liberación Homosexual (Movilh) presentó ante el Consejo de Monumentos Nacionales de Chile (CMN) la solicitud para instalar una cápsula del tiempo y una placa en el costado sur del cerro Santa Lucía; la autorización fue otorgada el 23 de noviembre del mismo año, mientras que la Municipalidad de Santiago otorgó su permiso respectivo en octubre de 2018.
El monumento fue inaugurado el 10 de diciembre de 2018, fecha en que se conmemora el Día Internacional de los Derechos Humanos. La instalación obtuvo el apoyo del Museo de la Memoria y los Derechos Humanos, del Instituto Nacional de Derechos Humanos y el Ministerio de las Culturas, las Artes y el Patrimonio. Durante el acto inaugural, que fue animado por el transformista Paul Bichon, se realizó una performance visual del artista Tomás Gómez, y una presentación a cargo de actores y actrices de la compañía «La Facha Pobre».
El 22 de diciembre de 2018, tan solo 12 días tras su inauguración, la placa recordatoria fue destruida y arrancada de su base. El Movilh acusó como responsables a integrantes del movimiento de extrema derecha Acción Republicana, encabezado por José Antonio Kast, quienes habían realizado amenazas sobre el monumento en días anteriores, así como también se indicó que miembros del Movimiento Social Patriota habían emitido mensajes ofensivos en contra de la instalación del monumento.
El 28 de junio de 2019, fecha de aniversario de la fundación del Movilh, la placa conmemorativa fue repuesta en su lugar. En la misma ocasión se realizó un homenaje a las 43 personas asesinadas hasta la fecha por razón de su orientación sexual y/o identidad de género.
En 2023, producto de obras de limpieza del entorno de la Alameda llevadas a cabo por el Gobierno Regional Metropolitano y la Municipalidad de Santiago, la placa fue pintada de negro, cubriendo totalmente la leyenda que contenía. El 1 de marzo de 2024 el monumento fue recuperado y su placa restaurada.

## Características
La cápsula del tiempo, diseñada por el ingeniero Francisco Rementería, tiene 1,2 m de ancho, 50 cm de alto y 55 cm de profundidad, y posee un revestimiento metálico, teniendo un peso total de 250 kg. En su interior se encuentran libros, audios, videos, informes, afiches, cartillas, campañas y archivos de prensa sobre la lucha por los derechos LGBTI realizada desde 1991. La cápsula será abierta el 10 de diciembre de 2118, 100 años después de su instalación.

Enviamos un saludo al Chile del futuro con la esperanza de que en este territorio y en el mundo habrá plena igualdad, no discriminación y respeto a los derechos humanos de todas las personas lesbianas, gays, bisexuales, trans, intersexuales y heterosexuales.
Placa conmemorativa instalada en el cerro Santa Lucía.

Se escogió instalar el monumento en el cerro Santa Lucía dada su asociación a la comunidad LGBT, en cuanto ha sido un lugar clásico de reunión de la población de la diversidad sexual, así como también ha sido escenario de redadas policiales y hechos de discriminación. Producto de su asociación con encuentros casuales entre homosexuales, en los años 1990 el lugar fue denominado por la prensa de la época como «el cerro pecador».